# Tango cromado
«Tango cromado» es un tema instrumental compuesto por el músico argentino Luis Alberto Spinetta que se encuentra en el decimotercer y último track de su quinto álbum solista, Mondo di cromo de 1983. El tema está interpretado por Spinetta en guitarras y Leo Sujatovich en sintetizador Prophet 5.

## El tema
El título del tema se relaciona con el título del álbum. Para Spinetta la idea de "tango cromado" aludía a la falta de renovación del tango. Si bien admiraba a Piazzolla y en su obra hay una gran influencia del tango, como género Spinetta criticaba la exageración emocional del tango:

Los protagonista de los tangos son ineptos para querer, para no dejarse engañar; ineptos inclusive para no llorar. Es un poco dura la crítica, pero bueno, los veo demasiado melancólicos y sufriendo por pavadas. Parecería que ninguno labura, que ninguno hace nada, que no hay ciudad, no hay gente, no hay nada... Hay una mina, una madre, un barrio, un momento de soledad angustiante y chin-chin, se terminó el tango
Luis Alberto Spinetta

Spinetta asociaba lo cromado con lo contrario de la juventud y la frescura:

Yo hace tiempo que vengo con la obsesión de gente que está cromada. Es como si la hubiesen sometido al proceso de cromación, que está provocado por la tecnología, el smog, todas las pálidas, en contraste con la gente que tiene toda la energía para dar que son los jóvenes, que están frescos, que no están cromados y que representan el futuro. Esa comparación, esa relación está dada en el concepto general del disco y en algunas letras. Inclusive hay un instrumental al final del disco que se llama «Tango cromado».
Luis Alberto Spinetta (entrevista de Juan Alberto Badía, en 1983)

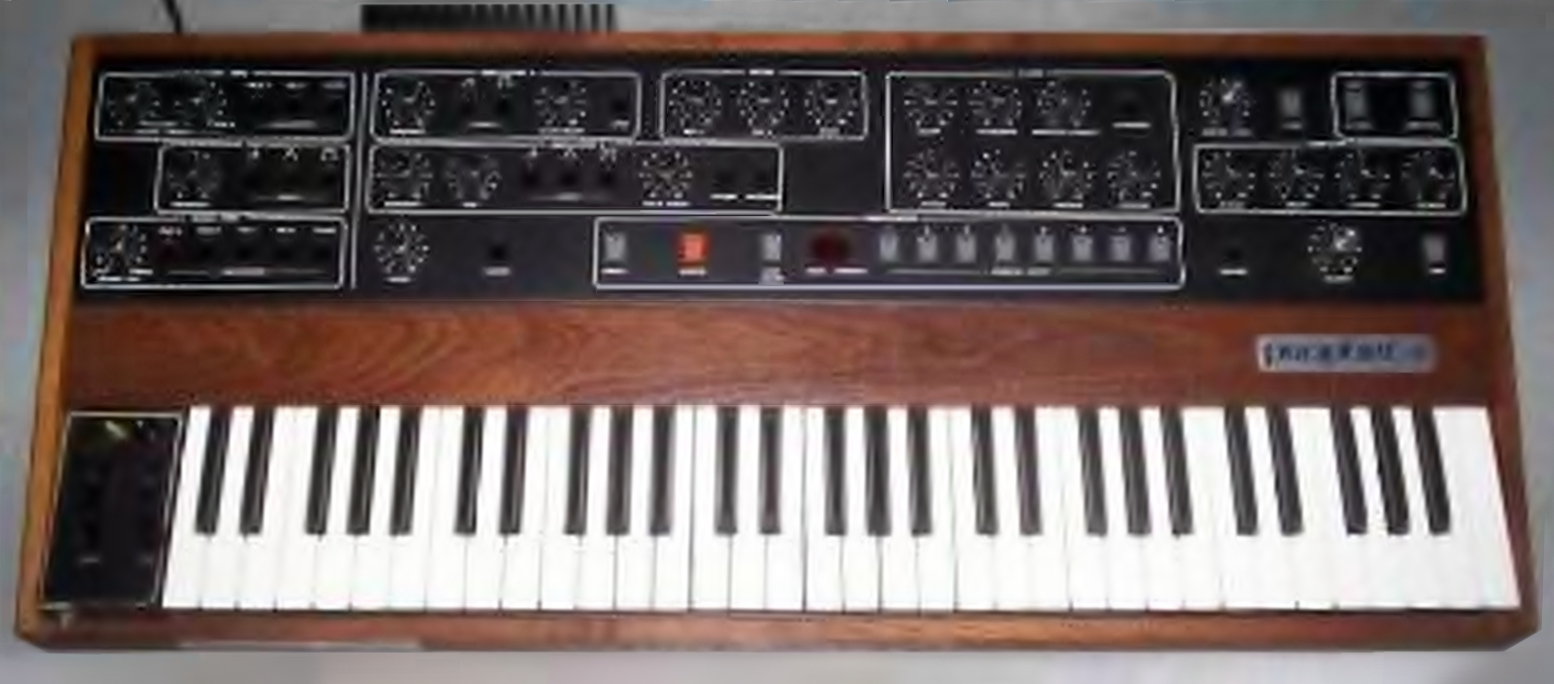
El sintetizador analógico Prophet-5 de SCI. Introducido en Argentina por Sujatovich en 1983. "Paquidermo de luxe", "Lo siente en mi corazón, "Será que la canción llegó hasta el sol" y "Tango cromado" se encuentran entre las primeras canciones argentinas en ser interpretadas con el mismo.

Musicalmente, la composición de Spinetta contradice al título. Fundamentalmente por la incorporación del sintetizador Prophet 5. En ese momento el Prophet 5 era una novedad. Sujatovich acaba de ingresar a la Argentina el primer Prophet 5 y "Tango cromado" fue uno de los primeros temas argentinos en utilizarlo.
El músico Gustavo Aloras se ha referido a las implicancias musicales de esa innovación realizada por Sujatovich:

La introducción de esa canción (se refiere "Mapa de tu amor" en Bajo Belgrano, grabado unos meses después), está hecha con una nueva tecnología aplicada dentro del mundo estético de Spinetta, que hasta ese momento usaba una tímbrica ligada exclusivamente con el rock clásico. Esa intro estaba hecha con un teclado que se llama Prophet 5, recién estrenado en el país. Quien lo tocaba era Leo Sujatovich. Lo que se estaba haciendo con ese disco no era exponer los beneficios del Prophet 5, sino exponer una idea poética, musical, a través de esa técnica. Sólo en esa suerte de alquimia entre la poesía, la composición, la alquimia de Luis y la tecnología se puede producir esta magia.
Gustavo Aloras